# True Widow
True Widow est un groupe de rock indépendant américain, originaire de Dallas, au Texas, et actif depuis 2007.

## Biographie
Le groupe se forme en 2007 à Dallas autour du chanteur-guitariste Dan Phillips (ancien membre du groupe Slowride), de la bassiste Nicole Estill et du batteur Timothy Starks. le groupe qualifie sa musique de Stonegaze, un mélange de stoner rock et de shoegazing. Certains chroniqueurs ont aussi fait le rapprochement avec le Slowcore et le Post-rock. Le groupe publie un premier album éponyme en 2008.
En 2011, après avoir signé sur le label Kemado, l'album As High as the Highest Heavens and from the Center to the Circumference of the Earth sort. Un EP baptisé I.N.O. voit le jour cette même année. En 2013 parait le troisième album du groupe, Circumambulation,.